# Ludwig Leichhardt
Friedrich Wilhelm Ludwig Leichhardt (né le 23 octobre 1813 à Sabrodt, en royaume de Prusse, et disparu en 1848 en Australie) est un explorateur et naturaliste prussien qui a mené trois expéditions dans les terres australiennes et disparut lors de la dernière.

## Biographie
Entre 1831 et 1836, Leichhardt étudie la philosophie, les langues et les sciences naturelles dans les universités de Berlin et de Göttingen mais n'obtint jamais de diplômes universitaires. Il part en Angleterre en 1837 puis en France, il continue à étudier les sciences naturelles à différents endroits dont le British Museum à Londres et le Jardin des Plantes à Paris et entreprend des recherches dans différents domaines et dans plusieurs pays d'Europe dont la France, l'Italie et la Suisse.
En 1842, il part pour Sydney en Australie d'où il mène trois expéditions importantes.
La première débute le 1er octobre 1844 de Jimbour dans les Darling Downs, au sud-est de l'Australie, et se termine après un voyage terrestre d'environ 4 800 km à Port Essington sur la côte nord le 17 décembre 1845. Le Journal of an Overland Expedition in Australia, from Moreton Bay to Port Essington, a Distance of Upwards of 3000 Miles, During the Years 1844-1845 écrit par Leichhardt décrit cette expédition.
La seconde expédition débute en décembre 1846 et était supposée l'emmener des Darling Downs à la côte occidentale australienne puis sur la Swan et à Perth. Après avoir couvert seulement 800 km, l'expédition est obligée de rebrousser chemin en juin 1847 à cause d'importantes chutes de pluie, de la malaria et du manque de nourriture. Après avoir récupéré, Leichhardt passe six semaines en 1847 à étudier le cours de la Condamine et la région entre la route suivie par une autre expédition menée par Thomas Mitchell en 1846 et la route de sa propre expédition.
En mars 1848, il part de la Condamine pour rejoindre la Swan. Il est aperçu pour la dernière fois le 3 avril à McPherson's Station à Coogoon dans les Darling Downs. Sa disparition à l'intérieur des terres australiennes, malgré plusieurs investigations menées par la suite, demeure un mystère.

## Hommages
L'ancienne municipalité australienne de Leichhardt, dans l'agglomération de Sydney a été baptisée ainsi en son honneur.
La dernière expédition de Ludwig Leichhardt a servi d'inspiration principale au roman "Voss" (1957) de  Patrick White, prix Nobel de littérature de littérature en 1973.